# Nicolae Bălcescu (Călărași)
Nicolae Bălcescu è un comune della Romania di 1 581 abitanti, ubicato del distretto di Călărași, nella regione storica della Muntenia.
Il comune è formato dall'unione di 3 villaggi: Fântâna Doamnei, Nicolae Bălcescu, Paicu.